# Щавинский, Борис Альфонсович
Борис Альфонсович Щавинский (28 мая 1889 — после 11 марта 1944) — российский и советский военный лётчик. Участник Первой мировой войны. Штабс-ротмистр Российской императорской армии (1916). Кавалер Георгиевского оружия (1915). После Октябрьской революции служил в Красной армии. В 1944 году был арестован по обвинению в «антисоветской пропаганде и агитации» и приговорён к пяти годам исправительно-трудовых лагерей. Реабилитирован в 1990 году.

## Биография
Борис Щавинский родился 18 мая 1889 года в Санкт-Петербурге, в семье дворян Калужской губернии. По вероисповеданию был православным. В 1907 году окончил Николаевский кадетский корпус, затем до 1909 года проходил курс обучения в Николаевском кавалерийском училище, из которого был распределён служить 3-й уланский Смоленский полк. 6 августа того же года был произведён в корнеты и назначен младшим офицером в 6-м эскадроне того же полка. 1 марта 1912 года Щавинский был прикомандирован к Отделу воздушного флота, а с июня 1912 года обучался на теоретических авиационных курсах при Санкт-Петербургском политехническом институте Офицерской школе авиации, которую окончил в марте 1913 года. После этого был прикомандирован к Офицерской воздухоплавательной школе.
После начала Первой мировой войны, был назначен на должность военного лётчика в 16-м корпусном авиационном отряде. 1 ноября 1914 года во время взлёта произошла авария, в результате которой Борис Альфонсович получил лёгкие телесные повреждения, а через две недели после этого — «в связи с несоответствием» — был переименован из лётчиков в наблюдатели. Затем переведён в 24-й корпусной авиационный отряд. 14 февраля 1915 года при перелёте над крепостью Перемышль обморозил правую руку. 13 октября был назначен штабным наблюдателем в Гвардейском корпусном авиационном отряде. С 13 ноября 1915 года вновь служил в 3-м уланском полку. С 23 ноября занял должность командира пешего дивизионного эскадрона, а на следующий день был командирован для того что бы участвовать в создании пешего дивизиона 3-й кавалерийской дивизии. 21 апреля 1916 года был произведён в штабс-капитаны. В июне 1916 года был передан в распоряжение военного коменданта Слуцка, а затем — в распоряжение начальника штаба Киевской крепости. В декабре 1916 года Щавинский был предан Киевскому военно-окружному суду, но вскоре был отправлен в свой полк. 30 марта 1917 года был назначен начальником особой сборной команды лошадей, с 28 апреля 1917 назначен полковым комендантом и был зачислен в списки 3-го эскадрона, 2 июня 1917 года — стал командиром 4-го эскадрона, с 4 декабря 1917 года назначен временно исправляющим должность помощника командира полка по хозяйственной части.
После Октябрьской революции, в 1918 году, был призван в Красную армию. В Красной армии служил до 1924 года, а затем был демобилизован из-за ухудшения состояния здоровья.
19 декабря 1943 года главное управление контрразведки «Смерш» арестовало Щавинского, 17 февраля 1944 года ему было предъявлено обвинение в антисоветской деятельности, 11 марта 1944 года он был приговорён к 5 годам исправительно-трудовых лагерей. 21 февраля 1990 года реабилитирован.

## Награды
Борис Альфонсович Щавинский был удостоен следующих наград:
- Георгиевское оружие (Высочайший приказ от 3 января 1915)
— «за производство воздушной разведки расположения противника 27-го августа 1914 г. под его ружейным огнем; полученные данные о противнике повлияли на успешный ход действий отряда»[2];
- Орден Святой Анны 2-й степени (Приказ по войскам 9-й армии № 596 от 30 сентября 1917);
- Орден Святой Анны 3-й степени с мечами и бантом (Высочайший приказ от 31 января 1915)
— «за период боев с 20-го сентября по 23-е октября 1914 г.»;
- Орден Святого Станислава 2-й степени с мечами (Приказом по войсками 3-й армии № 1098 от 16 августа 1916);
- Орден Святого Станислава 3-й степени ( Высочайший приказ от 14 февраля 1913); мечи и бант к ордену (Высочайший приказ от 21 апреля 1915).

## Комментарии
1. ↑  Дворянский род Щавинских был внесён в Список дворянских родов Калужской губернии.
2. ↑  Находился в полку по состоянию на 26 марта 1917 года.